# Łosień (herb szlachecki)
Łosień – polski herb szlachecki nadany w Królestwie Polskim.

## Opis herbu
Opis z wykorzystaniem klasycznych zasad blazonowania:
Tarcza dzielona w słup. W polu prawym, czerwonym, łoś biegnący w słup, srebrny, w polu lewym, srebrnym, kolumna błękitna, zwieńczona dwoma skrzydłami orlimi, czarnymi. klejnot: nad hełmem w koronie trzy pióra strusie. Labry: czerwone, podbite srebrem.

## Najwcześniejsze wzmianki
Nadany w 1837 roku Pawłowi Alcyato, urzędnikowi, z włoskiej rodziny kupieckiej, osiadłej w Warszawie. Z tej samej rodziny wywodził się Jan Alcyato.

## Herbowni
Ponieważ herb pochodził z nobilitacji osobistej, prawo do niego miała tylko jedna rodzina herbownych:
Alcyato.